# Copa de campeones de Ferias

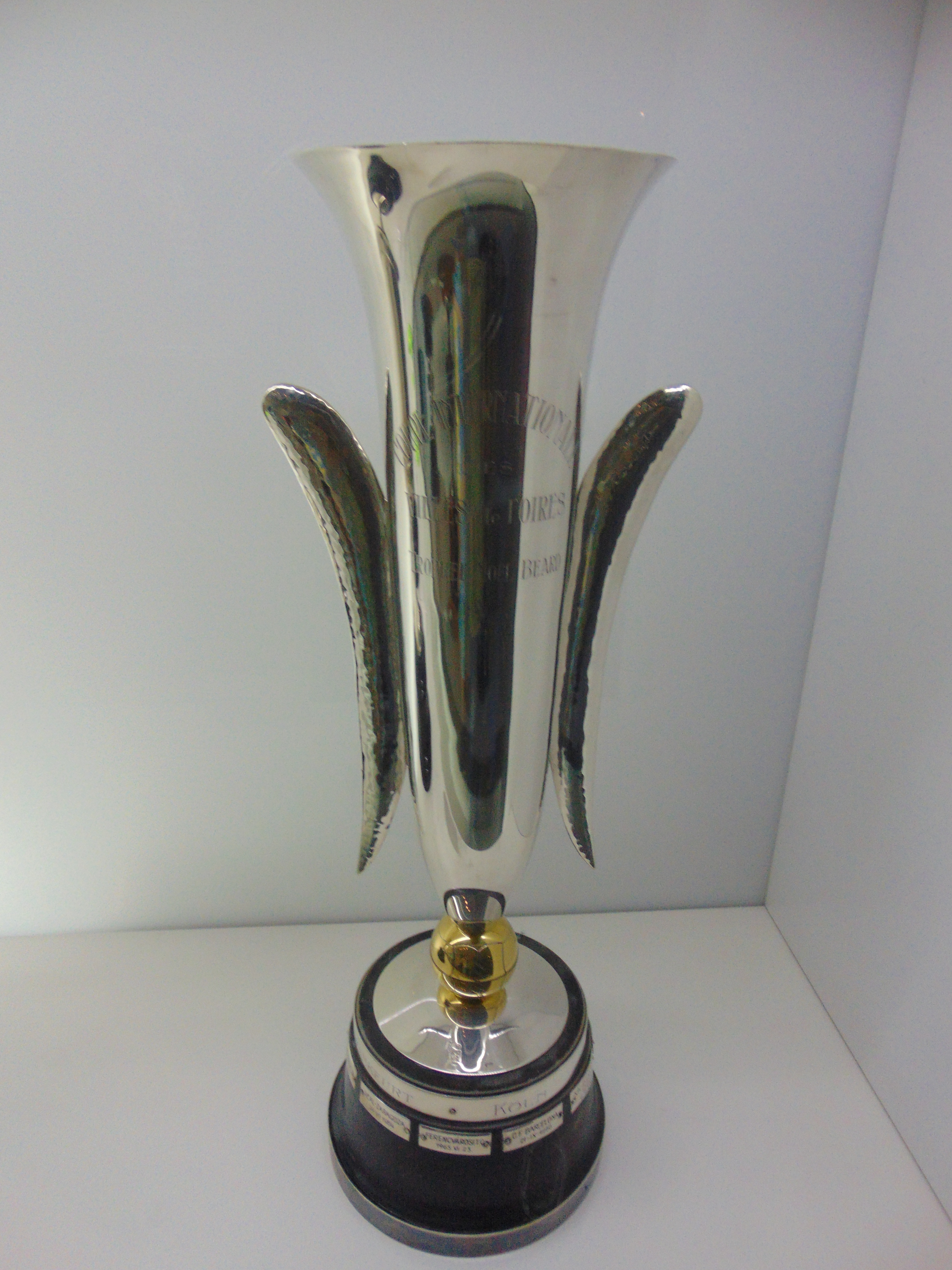
Trofeo en el Museo del FC Barcelona

La Copa de Campeones de Ferias fue un partido organizado por la UEFA ante el comité organizador de la Copa de Ferias, competición no afiliada a la confederación europea de fútbol, en 1971, año en que se celebró la última edición del citado torneo internacional, con la finalidad de otorgar el trofeo a perpetuidad al finalizar la última edición del mismo. El partido se disputó en el estadio Camp Nou de Barcelona el 22 de septiembre entre el FC Barcelona y el Leeds United, primer y último ganador del torneo, respectivamente, con tres y dos títulos, para dilucidar quién se quedaría con el trofeo en propiedad.

## Incidencias
Venció el Barcelona por 2 goles a 1 sobre el conjunto inglés, lo que le permitió la tenencia en propiedad del trofeo. Dueñas marcó los dos goles barcelonistas, mientras que el tanto del Leeds lo anotó Jordan.
El partido también sirvió para homenajear en su despedida del arbitraje al húngaro István Zsolt, quien arbitró en tres fases finales de la Copa del Mundo de la FIFA y en cuatro Juegos Olímpicos.
El partido fue muy espectacular y emocionante. En los primeros 45 minutos ninguno de los equipos logró perforar la portería rival. Tras el descanso comenzaron a llegar los goles. En el minuto 51, el barcelonista Teófilo Dueñas, debutante aquella noche en competición internacional, cabeceó a la red un centro de Marcial Pina para establecer el 1 a 0 en el marcador. Dos minutos más tarde, el Leeds United igualaba la contienda a la salida de una falta. Joe Jordan batía al meta del barcelonista Salvador Sadurní después que este no atajase un duro disparo de Peter Lorimer. A falta de siete minutos para la conclusión, los azulgranas desnivelaron la balanza y otra vez fue gracias al acierto de Dueñas. El delantero aprovechó un gran pase de Marcial para batir al meta galés Gary Sprake de un tiro cruzado y ajustado. El Barcelona pudo haber logrado un tercero en los últimos minutos de partido si un disparo de Dueñas, con Sprake batido, no lo hubiera despejado Reaney de un cabezazo en la misma raya de gol.
De este modo, los barcelonistas llevaban a sus vitrinas el trofeo. El presidente de la FIFA y antiguo presidente del Comité Organizador de la Copa de Ferias, Sir Stanley Rous, lo entregó sobre el césped del Camp Nou a los jugadores azulgranas.
| -  | POR | Salvador Sadurní       |     |
| -  | DEF | Joaquim Rifé           |     |
| -  | DEF | Eladio Silvestre       |     |
| -  | DEF | Antoni Torres          |     |
| -  | DEF | Francisco Fernández    |     |
| -  | MED | Enrique Álvarez Costas |     |
| -  | MED | Marcial Pina           |     |
| -  | MED | Juan Manuel Asensi     | 79' |
| -  | DEL | Carles Rexach          |     |
| -  | DEL | Juan Carlos Pérez      |     |
| -  | DEL | Teófilo Dueñas         |     |
| DT | DT  | Rinus Michels          |     |

| -  | POR | Gary Sprake       |  |
| -  | DEF | Paul Reaney       |  |
| -  | DEF | Nigel Davey       |  |
| -  | DEF | Jack Charlton     |  |
| -  | DEF | Norman Hunter     |  |
| -  | MED | William Bremner   |  |
| -  | MED | Johnny Giles      |  |
| -  | MED | Peter Lorimer     |  |
| -  | DEL | Joe Jordan        |  |
| -  | DEL | Frederick Belfitt |  |
| -  | DEL | Chris Galvin      |  |
| DT | DT  | Donald Revie      |  |

| - | MED | Josep Maria Fusté | 79' |

|  | 51' | Teófilo Dueñas |
|  | 83' | Teófilo Dueñas |

|  | 53' | Joe Jordan |

| Árbitro             | István Zsolt   |
| Árbitros asistentes | Martín Álvarez |
| Árbitros asistentes | Ceel           |

| -  | POR | Salvador Sadurní       |     |
| -  | DEF | Joaquim Rifé           |     |
| -  | DEF | Eladio Silvestre       |     |
| -  | DEF | Antoni Torres          |     |
| -  | DEF | Francisco Fernández    |     |
| -  | MED | Enrique Álvarez Costas |     |
| -  | MED | Marcial Pina           |     |
| -  | MED | Juan Manuel Asensi     | 79' |
| -  | DEL | Carles Rexach          |     |
| -  | DEL | Juan Carlos Pérez      |     |
| -  | DEL | Teófilo Dueñas         |     |
| DT | DT  | Rinus Michels          |     |

| -  | POR | Gary Sprake       |  |
| -  | DEF | Paul Reaney       |  |
| -  | DEF | Nigel Davey       |  |
| -  | DEF | Jack Charlton     |  |
| -  | DEF | Norman Hunter     |  |
| -  | MED | William Bremner   |  |
| -  | MED | Johnny Giles      |  |
| -  | MED | Peter Lorimer     |  |
| -  | DEL | Joe Jordan        |  |
| -  | DEL | Frederick Belfitt |  |
| -  | DEL | Chris Galvin      |  |
| DT | DT  | Donald Revie      |  |

| - | MED | Josep Maria Fusté | 79' |

|  | 51' | Teófilo Dueñas |
|  | 83' | Teófilo Dueñas |

|  | 53' | Joe Jordan |

| Árbitro             | István Zsolt   |
| Árbitros asistentes | Martín Álvarez |
| Árbitros asistentes | Ceel           |

| Bandera de España                                         |
| Campeón F. C. Barcelona Adjudicado el título en propiedad |